# فريديريكا من بادن
فريديريكا دوروثيا ويلهيلمينا من بادن (بالسويدية: Friederike "Frederica" Dorothea Wilhelmina of Baden)‏ (12 مارس 1781 - 25 سبتمبر 1826) عقيلة ملك السويد من 1797 إلى 1809 وذلك بزواجها من غوستاف الرابع أدولف.